# Ponto-chō
Ponto-chō (jap. 先斗町 Ponto-chō) – dzielnica rozrywkowa (jedna z pięciu) w Kioto, w Japonii.

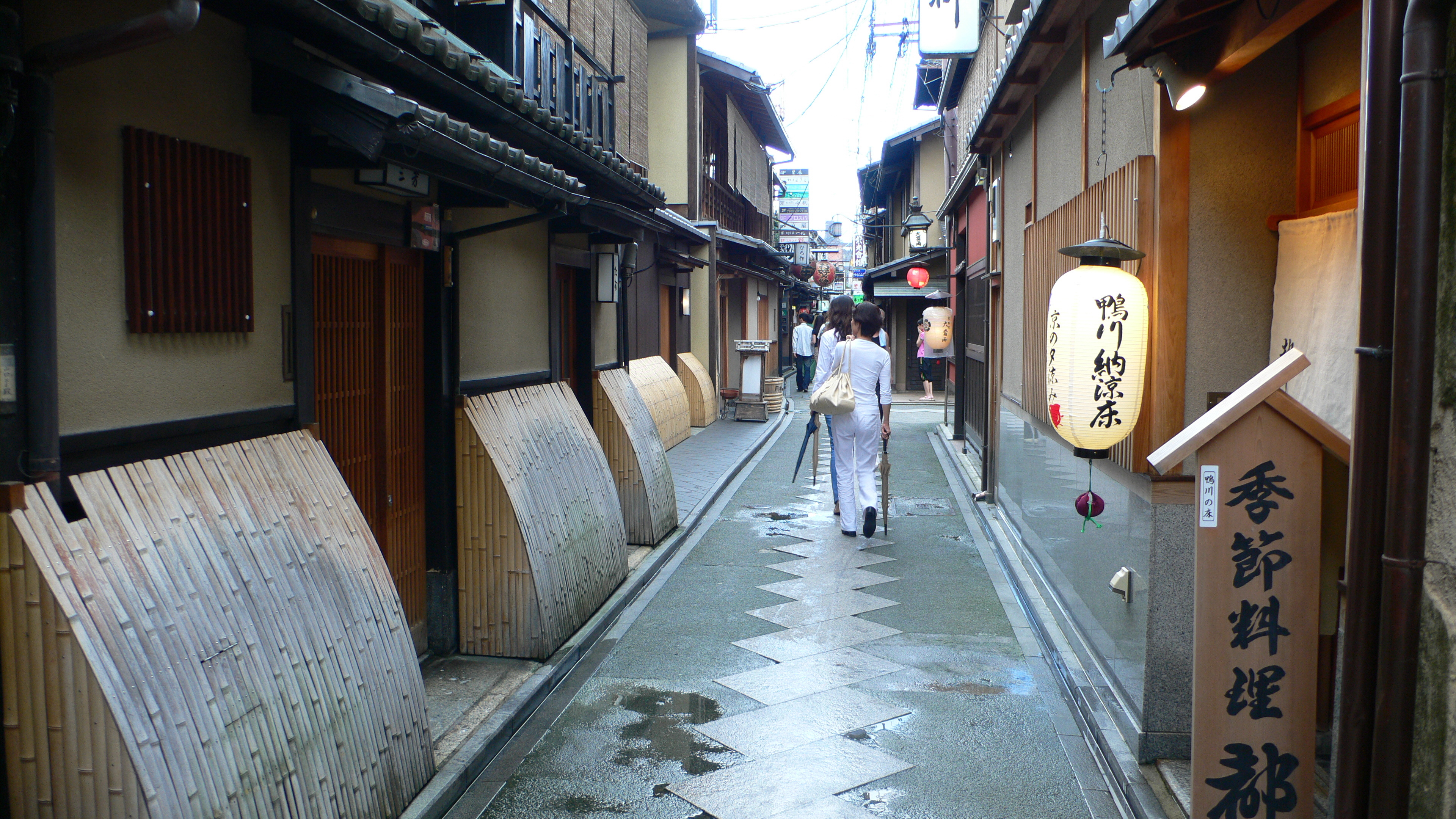
Ponto-chō dniem

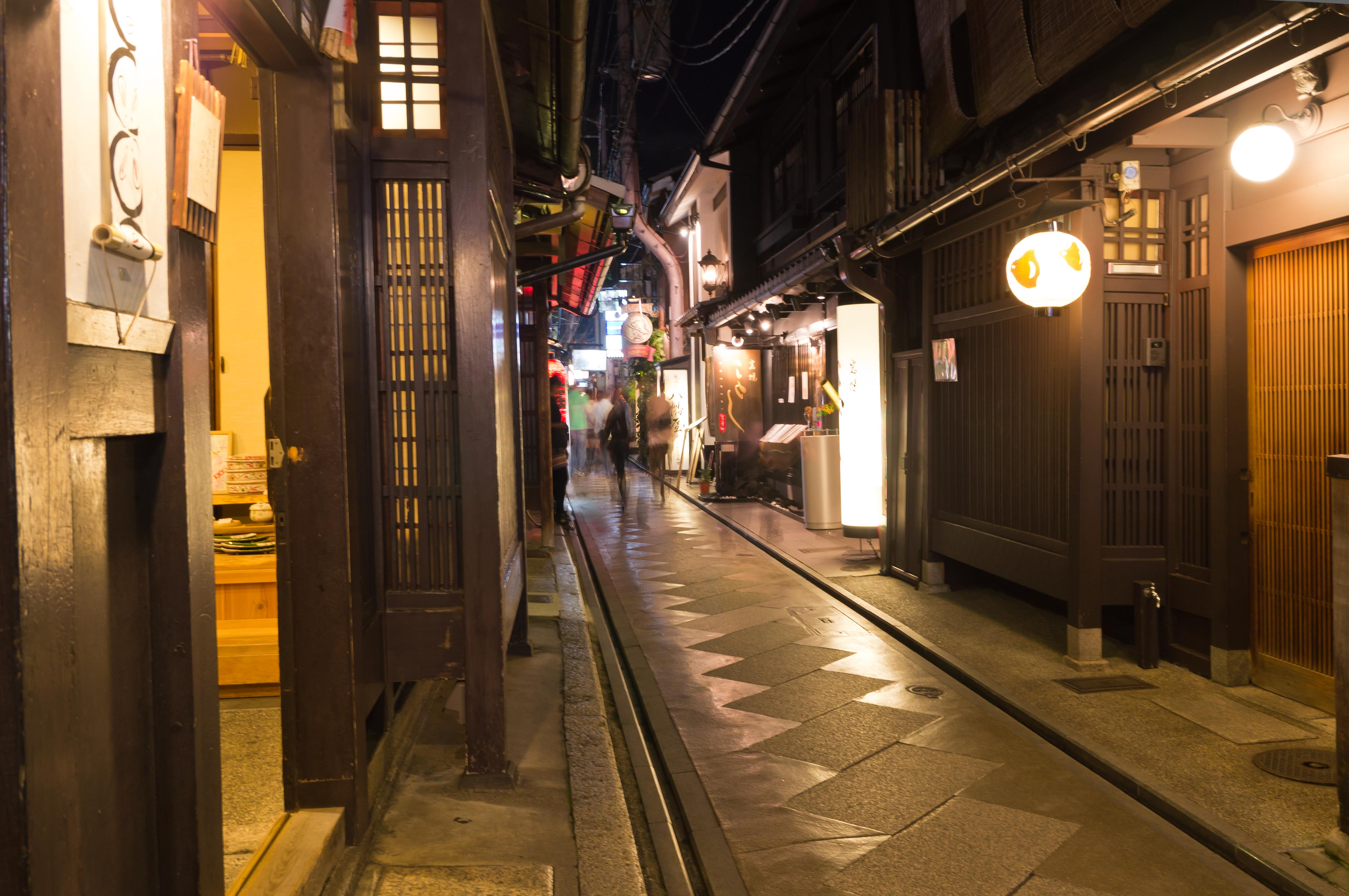
Ponto-chō nocą

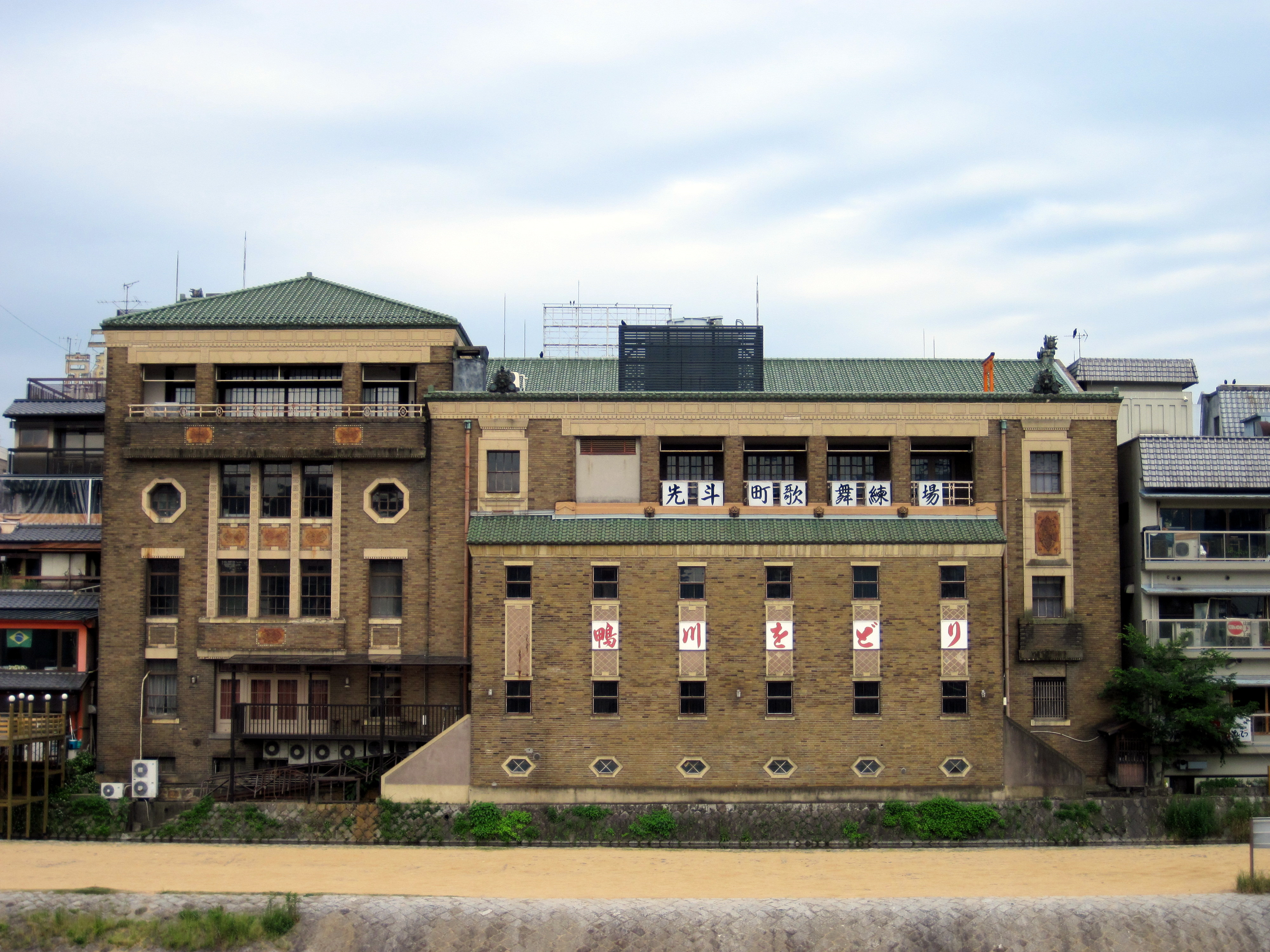
Teatr Ponto-chō Kaburenjō

Ponto-chō to głównie wąska uliczka biegnąca równolegle do zachodniego brzegu rzeki Kamo, pomiędzy ulicami Trzecią (Sanjō) a Czwartą (Shijō). Zachowany tam jest dawny styl domostw, w których znajdują się bary, kluby karaoke, kluby z hostessami, herbaciarnie z gejszami.
Od 1872 gejsze (zwane w Kioto geiko) i maiko (uczennice-praktykantki) co roku na wiosnę prezentują się na festiwalu tańca Kamogawa Odori w teatrze Ponto-chō Kaburenjō (ang. Pontocho Kaburenjo Theater), odtwarzając m.in. w formie przedstawień tanecznych znane wydarzenia z historii i literatury Japonii.
Oprócz Ponto-chō znajdują się w Kioto jeszcze cztery podobne kwartały ulic:
- Gion Kōbu
- Gion Higashi
- Miyagawa-chō
- Kamishichiken

Dystrykty te, zwane też dzielnicami gejsz, po japońsku nazywają się ogólnie hanamachi, a w Kioto kagai. Tłumaczy się je jako „ulice kwiatów”.

## Wyjaśnienie nazwy
Nazwa „Ponto-chō” składa się z dwóch słów: portugalskiego „ponto” – punkt i japońskiego „chō” – ulica, kwartał ulic, rejon, dystrykt.